# Lubzina
Lubzina – wieś w Polsce położona w województwie podkarpackim, w powiecie ropczycko-sędziszowskim, w gminie Ropczyce.
Miejscowość jest siedzibą parafii Św Mikołaja Biskupa, należącej do dekanatu Pustków - Osiedle, diecezji tarnowskiej.
W latach 1954–1972 wieś należała i była siedzibą władz gromady Lubzina. W latach 1975–1998 miejscowość administracyjnie należała do województwa rzeszowskiego.

## Części wsi
| SIMC    | Nazwa            | Rodzaj     |
| ------- | ---------------- | ---------- |
| 0659905 | Buczyna          | przysiółek |
| 0659911 | Góry             | przysiółek |
| 0992208 | Granice          | osada      |
| 0659928 | Przymiarki       | przysiółek |
| 0992190 | Przymiarki Górne | przysiółek |
| 0659934 | Sepnica          | przysiółek |
| 0659897 | Za Torem         | część wsi  |

## Groby i cmentarze

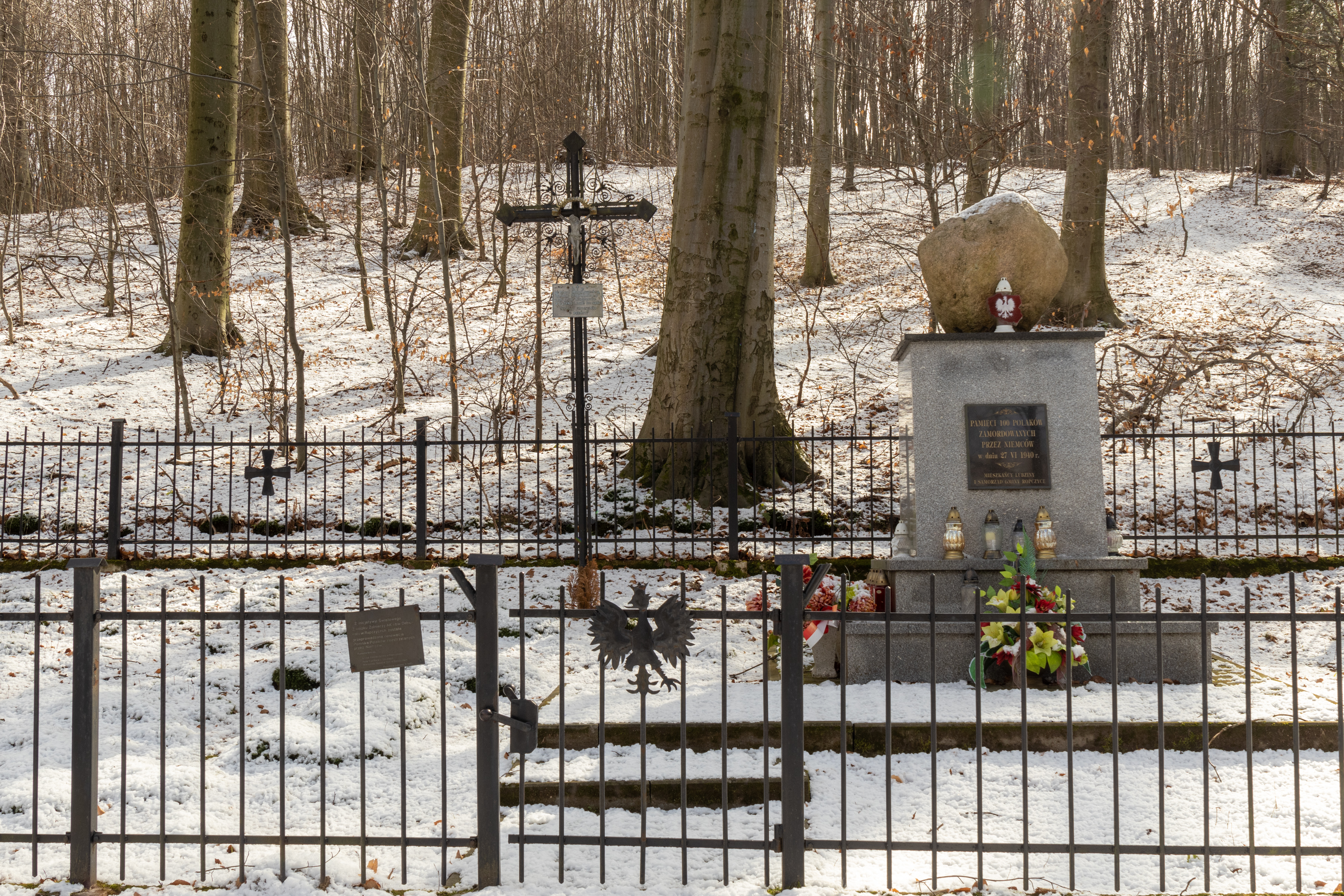
Masowa mogiła ofiar hitlerowskiej zbrodni z 1940 roku

Na miejscowym cmentarzu znajdują się XIX-wieczne nagrobki. Na uwagę zasługuje także grób-pomnik Michała Jedynaka, działacza PSL „Piast” z sąsiedniej Paszczyny, posła do parlamentu w Wiedniu, a później Sejmu niepodległej RP oraz Jana Siwuli wójta gminy Paszczyna i późniejszego senatora w latach 1922–1927.
Charakterystyczne dla tutejszych lasów są groby z okresu I wojny światowej, w kilku przypadkach wrośnięte w pnie starych drzew. W czasie II wojny światowej -27 czerwca 1940 roku w pobliskim kompleksie leśnym hitlerowcy zamordowali ok. sto osób, przywiezionych z więzienia w Rzeszowie. Byli to ludzie zaangażowani w działalność Związek Walki Zbrojnej, Batalionach Chłopskich oraz Narodowej Organizacji Wojskowej. Wśród zamordowanych był między innymi Władysław Bartosik, a także kobiety i najprawdopodobniej dzieci. Dziś miejsce zbrodni upamiętnia obelisk. W odwecie za akcje AK Niemcy powiesili także dwóch mieszkańców leśnego przysiółka Przymiarki.

## Kościół św. Mikołaja
W centrum wsi znajduje się kościół parafialny pw. św. Mikołaja biskupa, z wysoką kościelna wieżą górująca nad równinnym krajobrazem. Z Liber beneficiorum dioecesis Cracoviensis Jana Długosza dowiadujemy się, że pierwotnie istniał tutaj drewniany kościół parafialny. Kolejna drewniana świątynia w Lubzinie jest wzmiankowana około połowy XVII w. Konsekrował ją biskup krakowski Mikołaj Oborski. Był to kościół pod wezwaniem św. Mikołaja. W latach 1849–1870 proboszczem parafii w Lubzinie był ks. Maksymilian Stanisławski.
W 1891 wybudowano kaplicę Matki Bożej Różańcowej. W miejscu, gdzie w latach 1891-1904 stała ta kaplica, w latach 1904–1905/06 wybudowano obecny kościół. Jej budowę sfinansowano z darowizny Józefy Paliszewskiej (z 1871) i z ofiar wiernych z okolicznych wsi. W tym czasie proboszczem w Lubzinie był ks. Maciej Miętus. Plany budowy sporządzone zostały w 1893 przez krakowskich architektów Karola Zarembę i Władysława Łuczyckiego. W 1902 przekształcił je Teodor Talowski. Budowę świątyni w Lubzinie prowadził Jan Krajewski. W jej wnętrzu znajdują się ołtarze, wykonane przez Walentego Lniewskiego, Wojciecha Samka i Jana Brudnego. Ołtarz główny i ambona zostały wykonane w Bochni, gdzie ich autor – Wojciech Samek – prowadził zakład kamieniarski. Leon Wałęga, ordynariusz tarnowski, konsekrował świątynię 31 sierpnia 1907 roku.

## Pałace
W pobliżu kościoła parafialnego, przy drodze w stronę torów kolejowych, znajduje się dawny pałac wzniesiony w 1899 dla rodziny Skrzeczyńskich, którego właścicielem był Saturnin Skrzeczyński. W XX w. należał on do Franciszka Skołuby, mieszkającego w Lubzinie. W 1946 przekazał go na utworzenie Państwowego Domu Matki i Dziecka w Lubzinie. W 1958 zakład ten przekształcił się w Państwowy Dom Pomocy Społecznej, który działa do dziś. Jest to budowla neogotycka, murowana, z cegły, dekorowana, podobnie jak kościół, kamiennymi pasami, otaczającymi budynek, i kostkowym gzymsem z arkadami. Projekt pałacu powstał najprawdopodobniej w pracowni jednego z architektów pracujących przy kościele.
W Lubzinie znajduje się również dwór Macieja Garbaczyńskiego dzierżawcy Sepnicy wybudowany w pierwszej połowie XIX w. W drugiej połowie XIX w. Edward Raczyński zakupił go na własność dla swojej rodziny. Prace remontowe przeprowadzone zostały bardzo gruntownie, tylko ślady założenia i rozległość budowli świadczą o wiekowej historii obiektu dworskiego. Obecnie w tym dworze znajduje się przedszkole.

## Inne
Przez wieś prowadzi turystyczna trasa rowerowa z Ropczyc do pobliskiej Zawady.
Od 1875 r. działa Ochotnicza Straż Pożarna w Lubzinie.
W Lubzinie siedzibę (i jeden z zakładów) ma Fabryka Farb i Lakierów "Śnieżka".

## Osoby związane z Lubziną
- ks. Maksymilian Stanisławski – jeden z dowódców, oficerów powstania listopadowego, współorganizator powstania krakowskiego, proboszcz parafii w Lubzinie.
- ks. Jan Dudziak (kanonista) – kanonista
- Teodor Talowski – architekt kościoła w Lubzinie
- Karol Zaremba – architekt kościoła w Lubzinie
- Kazimierz Bojarski – polski konspirator, uczestnik kampanii wrześniowej, kapral Armii Krajowej, dowódca oddziału partyzanckiego „Ropczyce I AK”, działacz społeczny związany z Ochotniczą Strażą Pożarną.
- Wojciech Samek – wykonawca wielkiego ołtarza w lubzińskim kościele, rzeźbiarz z Bochni.
- Michał Jedynak – działacz ludowy, polityk.

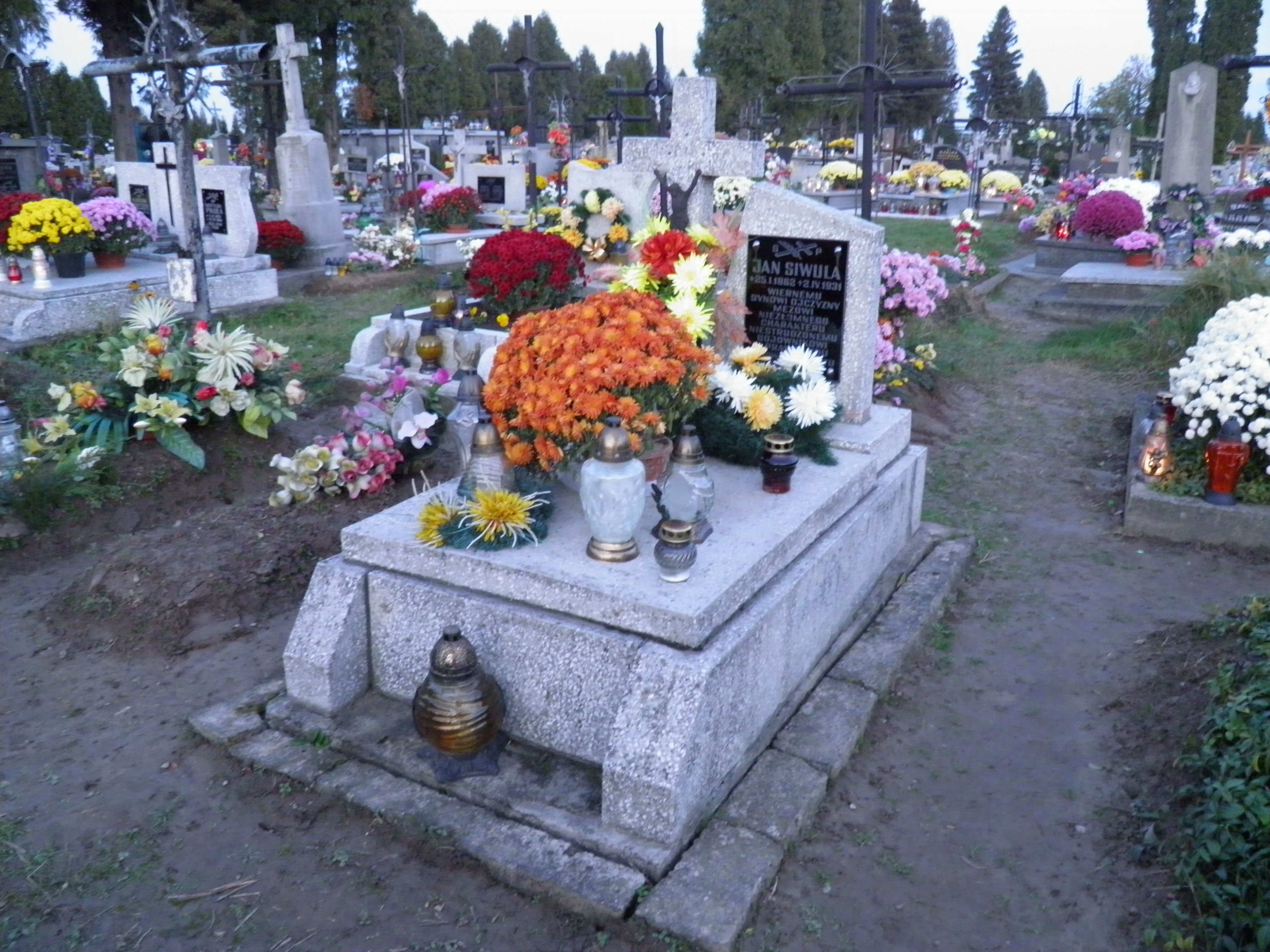
Grób Jana Siwuli w Lubzinie

- Jan Siwula – działacz ludowy, polityk.
- Jan Henryk Jedynak – działacz ludowy okresu II RP, polityk sanacji, wicemarszałek sejmu V kadencji.
- Władysław Bartosik – ps. „Broda” major Wojska Polskiego zamordowany w Lubzinie.
- Stanisław Dydo – żołnierz, podporucznik AK, działacz WiN.
- Edward Mazur – przedsiębiorca polonijny.
- Saturnin Skrzeczyński – kolator, właściciel Lubziny (zm. 1898 r.).
- Leopold Paliszewski – podporucznik - 18 pułk piechoty liniowej, odznaczony Orderem Virtuti Militari – 9 września 1831 r.
- Józef Golonka – chorąży - odznaczony Orderem Virtuti Militari.
- Józef Rymut – pułkownik artylerii Wojska Polskiego, dowódca 1 pułku artylerii najcięższej, wykładowca Centrum Wyszkolenia Artylerii w Toruniu.
- Edward Raczyński – posiadał dwór w Lubzinie - Sepnicy.